# Bračak
Bračak is een plaats in de gemeente Zabok in de Kroatische provincie Krapina-Zagorje. De plaats telt 36 inwoners (2001).